# Diplotaxis haydeni
Diplotaxis haydeni är en skalbaggsart som beskrevs av Leconte 1856. Diplotaxis haydeni ingår i släktet Diplotaxis och familjen Melolonthidae. Inga underarter finns listade i Catalogue of Life.